# Galzinia
Genre
Galzinia est un genre de champignons de la famille des Corticiaceae.

## Liste d'espèces
Selon Catalogue of Life (17 mai 2012) :
- Galzinia cymosa
- Galzinia cystidiata
- Galzinia ellipsospora
- Galzinia forcipata
- Galzinia geminispora
- Galzinia incrustans
- Galzinia longibasidia
- Galzinia pedicellata
- Galzinia vesana

Selon NCBI (17 mai 2012) :
- Galzinia incrustans